# 宮鍋幟
宮鍋 幟（みやなべ のぼる、1927年3月26日 - 2014年8月20日）は、日本の経済学者。専門は、ソ連経済論・社会主義経済論。一橋大学名誉教授。比較経済体制学会代表幹事、日本学術会議会員等を歴任。

## 人物・経歴
東京生まれ。1947年旧制東京商科大学（現一橋大学）予科入学。1953年に同大学部卒業後、旧制の大学院に進学。1956年野々村一雄や岡稔の下で一橋大学経済研究所ソ連経済部門の助手に就任。
一橋大学経済研究所助教授を経て、1967年度には外務省在ソ連邦日本国大使館とソ連邦対外文化連絡国家委員会の合意に基づき、松井啓及び茂田宏らとモスクワ大学派遣研究員を務めた。1973年から一橋大学経済研究所教授を務め、久保庭眞彰とともに米欧ソ経済部門でソ連経済を担当。1984年から藤野正三郎の後任として一橋大学経済研究所長を務めた。1990年定年退職、一橋大学名誉教授。のち東京国際大学教授。
専門はソ連経済論、社会主義経済論で、ソ連農産物価格やソ連の経済改革を研究テーマとした。比較経済体制学会代表幹事や第14期日本学術会議会員を歴任。指導学生に西村可明（一橋大学名誉教授）、田畑伸一郎（北海道大学教授）、田畑理一（大阪市立大学名誉教授）など。
2014年8月20日、肺炎のため死去。

## 著作

### 著書
- 『ソヴェト経済と利潤』（野々村一雄,志水速雄と共編訳）日本評論社 1966年
- 『ソヴェト農産物価格論』岩波書店 1967年
- 『ソ連経済改革の現状と展望』一橋大学 1987年

### 訳書
- チェルダンツェフ,ニキーチン,トウトウイヒン編『ソヴェト経済地理概論』（岡稔と共訳）弘文堂 1960年
- B・ダダヤン『計画経済と再生産モデル』（望月喜市と共訳）新評論 1971年
- ラドスラフ・セルツキー『社会主義の民主的再生』青木書店 1983年